# European Nucleotide Archive
Das European Nucleotide Archive (Europäisches Nukleotid-Archiv; ENA) ist eine der drei in der Internationalen Nukleotidsequenz-Datenbank-Zusammenarbeit (INSDC) zusammengeschlossenen Genbibliotheken. Sie umfasst die EMBL Nucleotide Sequence Database (EMBL-Bank), vormals EMBL Data Library, sowie weitere Datenquellen. Das ENA wird vom Europäischen Bioinformatik-Institute (EBI) gepflegt und bereitgestellt. Gegründet wurde sie 1980 am Europäischen Laboratorium for Molekularbiologie (EMBL) in Heidelberg. Nach Ausgründung des EBI als EMBL-Außenstelle in Hinxton bei Cambridge, UK, übernahm dieses die Weiterführung der Datenbank.
Die EMBL-Bank ist Europas primäres Archiv für Nukleotidsequenzen (DNA- und RNA-Sequenzen). Hauptquelle für ihre Inhalte sind Direkteinreichungen durch die Forscher, die diese Sequenzen bestimmt haben. Die meisten wissenschaftlichen Zeitschriften verlangen einen Nachweis über die Einreichung bei der EMBL-Bank oder einer der Partnerdatenbanken, bevor sie ein Manuskript mit einer neuen Nukleotidsequenz zur Veröffentlichung annehmen. Release 106 vom Dezember 2010 umfasste nahezu 200 Millionen Einträge. Der Zugang zur EMBL-Bank ist frei und online oder über downloads möglich.